# Cazes-Mondenard
Cazes-Mondenard – miejscowość i gmina we Francji, w regionie Oksytania, w departamencie Tarn i Garonna.
Według danych na rok 1990 gminę zamieszkiwało 1307 osób, a gęstość zaludnienia wynosiła 22 osób/km² (wśród 3020 gmin regionu Midi-Pyrénées Cazes-Mondenard plasuje się na 269. miejscu pod względem liczby ludności, natomiast pod względem powierzchni na miejscu 65.).